# Aulo Pompeo Paolino
Aulo Pompeo Paolino (in latino: Aulus Pompeius Paul(l)inus; 10 circa – dopo il 62) è stato un magistrato e senatore romano, console dell'Impero romano.

## Biografia
Homo novus di famiglia originaria della città narbonese di Arelate, Paolino era figlio dell'eques (Lucio?) Pompeo Paolino, praefectus annonae negli ultimi anni di Claudio (probabilmente dal 49 al 55) e destinatario del trattato De brevitate vitae di Seneca, suo genero: infatti, questi aveva sposato Pompea Paolina, sorella di Paolino, che fu certamente promosso dall'influente cognato in tutta la sua carriera. È incerto, invece, se i Pompeii Paulini fosse legati per parentela a Marco Pompeo Prisco e al figlio Marco Pompeo Silvano Staberio Flaveno, console suffetto nel 45, nel 72 o 74 o 76 e designato per la terza volta per l'82.
Il primo incarico noto di Paolino lo vede direttamente al vertice dello stato romano: egli (e non Aulo Ducenio Gemino, come si riteneva in precedenza) fu infatti console suffetto al fianco di Marco Giunio Silano in un anno precedente al 56, probabilmente il 54 o altrimenti il 49 o il 50. Paolino subentrò al fianco di Silano in sostituzione di Velleo Tutore forse in settembre, a causa del tradizionale ricambio consolare o più probabilmente a causa del decesso di Tutore (evento a posteriori interpretato come presagio della morte del princeps Claudio). Nel caso in cui egli fosse console nel secondo semestre del 54, Paolino dovette assistere alla morte di Claudio il 13 ottobre e presiedere al passaggio del potere a Nerone, così come alla concessione di immensi onori al defunto princeps e all'inumazione delle ceneri di Claudio nel Mausoleo di Augusto.
In seguito, Paolino fu scelto come legatus Augusti pro praetore dell'esercito di Germania inferiore, dove è saldamente attestato nel 56: il suo mandato forse si estendeva dal 54/55 al 56/57, quando fu sostituito da Lucio Duvio Avito; il mandato di entrambi può essere facilmente ricondotto all'appoggio del cognato di Paolino, Seneca, e del conterraneo di Paolino e Avito, Sesto Afranio Burro. Durante la sua legazione, Paolino portò a termine il terrapieno di contenimento del Reno, probabilmente all'altezza della biforcazione tra Reno e Waal, iniziato sessantatré anni prima da Druso maggiore, così come la ricostruzione in pietra dell'accampamento della legio I Germanica a Bonna e forse anche della legio XVI a Novaesium. Inoltre, una notizia di Plinio il Vecchio, che con ogni probabilità servì sotto Paolino in Germania insieme al giovane Tito, riporta che Paolino portò con sé in Germania ben 12.000 libbre d'argento, a testimonianza delle sue ricchezze.
L'ultima attestazione di Paolino è datata al 62: egli fu scelto da Nerone come membro della commissione trimembre straordinaria preposta alla riscossione delle imposte pubbliche, insieme a Lucio Calpurnio Pisone (console ordinario del 57) e ad Aulo Ducenio Gemino (console suffetto nel 60 o nel 61).